# Oleg Wladimirowitsch Kolodijtschuk
Oleg Wladimirowitsch Kolodijtschuk (russisch Олег Владимирович Колодийчук, engl. Transkription Oleg Kolodiychuk; * 24. Februar 1988 in Neftejugansk, Oblast Tjumen) ist ein russischer Biathlet.
Oleg Kolodijtschuk bestritt seine ersten internationalen Rennen 2007 in Forni Avoltri im Rahmen des Europacups der Junioren. Höhepunkt des Jahres wurden die Juniorenweltmeisterschaften in Martell, bei denen der Russe im Einzel zum Einsatz kam und dort 55. wurde. Es dauerte vier Jahre, bis Kolodijtschuk in Osrblie im Rahmen des IBU-Cups wieder internationales Rennen bestreiten konnte. Verpasste er als 42. des Einzels in seinem ersten Rennen noch den Gewinn von Punkten, wurde er im folgenden Sprint 25. Auf der nächsten Station der Rennserie in Bansko wurde er im ersten Sprint Siebter und erreichte damit erstmals die Top Ten. Am Tag darauf erreichte er hinter Jewgeni Ustjugow und Krassimir Anew den dritten Platz und damit bei seinem vierten Rennen im IBU-Cup erstmals das Podest.